# The Shepherd - Pattuglia di confine
The Shepherd - Pattuglia di confine (The Shepherd: Border Patrol) è un film del 2008 diretto da Isaac Florentine.
Il film segna il ritorno sul grande schermo di Jean-Claude Van Damme e l'esordio di sua figlia, appena diciottenne, Bianca Van Varenberg.

## Trama
A Kabul un gruppo di soldati fa irruzione in un capannone e chiede di Je Mal Aldin; tra di loro vi è una donna che sembra nascondere qualcosa, infatti viene scoperta tenere addosso degli esplosivi con anche un telecomando per attivarli. Viene così portata fuori dall'edificio minacciandola che la faranno morire se non parla, ma la donna si toglie la vita da sola.
Due anni più tardi l'agente Jack Robideaux che si porta sempre a spasso un coniglietto, viene trasferito da New Orleans alla frontiera del Nuovo Messico con il Messico, come agente di frontiera. Fa la conoscenza del capitano Ramona Garcia, la quale lo mette subito in guardia che le regole di polizia del luogo sono diverse da quelle da dove proviene. Ma quello stesso giorno Jack va in un locale e finisce col picchiare quattro aggressori. Il giorno seguente viene ripreso da Garcia, inoltre gli affida anche un compagno, Billy Pawnell. Una sera mentre stanno cercando di stanare certi invasori del Messico, Jack ferma un ragazzo con addosso un gran quantitativo di esplosivi, viene richiesto l'intervento degli artificieri, ma una volta sul posto il loro intervento si rivela inutile davanti alla complessità del dispositivo, anche perché il dispositivo viene attivato e il ragazzo muore.
Successivamente i poliziotti del Nuovo Messico vengono informati che dietro al traffico di eroina c'è Benjamin Meyers, un soldato che si credeva morto nell'Afghanistan, e che i congegni col c4 come quello dell'individuo deceduto, esplodono solo con un segnale proveniente da un telecomando a una certa distanza. Successivamente Robideaux e Pawnell girano di pattuglia per le strade e notano un uomo che viene aggredito da due teppisti, così Robideaux scende dall'auto e si mette ad inseguirli. Riesce a fermarne uno che cerca anche di corromperlo dandogli dei soldi in cambio, ma quando l'altro gli punta contro una pistola fa fuoco su di lui uccidendolo, in modo che anche quello che Jack ha acciuffato tenta di sorprenderlo tirando fuori anch'egli una pistola, ma Jack lo anticipa uccidendo anche lui. Jack viene ripreso duramente per aver commesso due omicidi dal capitano Garcia, ma quando arriva la stampa viene accolto come un eroe.
Quando i "camorristi" organizzano un ingente trasporto di eroina (per un valore di 35 milioni di dollari) con un autobus super-blindato, pieno di preti e suore, l'agente Jack riesce a fermare l'entrata del bus negli Stati Uniti. Jack insieme a Billy continua l'inseguimento del bus, fino al Messico, dove viene però catturato dagli uomini del mafioso e dalle forze dell'ordine locali. In prigione viene fatto combattere contro un detenuto esperto di combattimenti, ma Jack riesce a sconfiggere l'avversario e viene portato da Meyers, dove viene torturato, dove con uno stratagemma viene condotta anche Ramona, e dove scopriranno inoltre che Pawnell è un'agente corrotto.
Jack e Ramona vengono condotti nella prigione di Meyers, ma riescono a liberarsi, affrontano gli uomini nella casa di Meyers e chiedono via radio i soccorsi. Jack uccide diversi uomini tra cui Meyers, usando l'esplosivo al plastico prelevato in quella casa lanciandoglielo addosso. Tornato a casa in compagnia di Ramona, Jack trova la casa messa a soqquadro, cerca il coniglietto che sempre si portava appresso, lo ritrovano in un armadietto e Ramona gli chiede perché sia così importante per lui, e Jack le confida che era di sua figlia ormai deceduta.